# Allos
Allos település Franciaországban, Alpes-de-Haute-Provence megyében. Lakosainak száma 816 fő (2022. január 1.). Allos Colmars, Prads-Haute-Bléone, Méolans-Revel, Uvernet-Fours, Villars-Colmars és Entraunes községekkel határos.

## Népesség
A település népességének változása:
| Lakosok száma | 497  | 681  | 705  | 672  | 645  | 697  | 797  | 824  | 837  | 816  |
|               | 1968 | 1982 | 1990 | 2006 | 2013 | 2015 | 2017 | 2019 | 2020 | 2022 |